# Słowacki Narodowy Kościół Katolicki
Słowacki Narodowy Kościół Katolicki (en. Slovak National Catholic Church) – słowacka wspólnota starokatolicka pod jurysdykcją Polskiego Narodowego Kościoła Katolickiego.
Kościół powstał w 1922 roku. Jego organizatorem była grupa wiernych z katolickiej diecezji Newark pochodzenia słowackiego, która opowiedziała się po stronie wikariusza Emeryka Jecuszko, gdy ten odkrył i upublicznił dowody nadużyć finansowych jakich dopuścił się proboszcz parafii Najświętszej Marii Panny w Passaic.
Od początku swojego istnienia Słowacki Narodowy Kościół Katolicki podlegał opiece Polskiego Narodowego Kościoła Katolickiego. W latach 1963–1968 posiadał własnego biskupa, Eugeniusza Magyara, który oprócz grupy słowackiej miał pod swoją jurysdykcją również narodowe parafie czeskie wchodzące w skład PNKK.
Główna narodowa parafia słowacka znajduje się w Passaic w stanie New Jersey.